# Pavussu
Pavussu este un oraș în Piauí (PI), Brazilia.